# Coelogyne albolutea
Coelogyne albolutea är en orkidéart som beskrevs av Robert Allen Rolfe.
Coelogyne albolutea ingår i släktet Coelogyne och familjen orkidéer. Inga underarter finns listade i Catalogue of Life.